# Urban, sodoben ati ali oči
Urban, sodoben ati ali oči je humoristična pripoved, ki jo je napisal slovenski avtor Samo Rubin. Prvič je knjiga izšla leta 2010 pri založbi Ruslica v elektronski obliki, nato pa jo je leta 2011 založba Ved še natisnila v trdi in mehki vezavi.
Samo Rubin je roman pisal v "mislih" med pripravo na ljubljanski maraton.

## Vsebina
Roman govori o mladem, neporočenem paru, ki je na začetku ustvarjanja družine. Urban Žvutnik je matematik zaposlen v Statističnem uradu, Urša Kuhar pa je profesorica angleščine. Oba prihajata s Koroške, kjer sta se tudi spoznala, sedaj pa živita v Štepanjskem naselju v Ljubljani. Zgodba se začne z Uršino prvo nosečnostjo in nam predstavi radosti in tegobe vsakdanjega življenja s katerimi se srečujeta. Urban te dogodke spreminja v novodobne pregovore in si jih zapisuje za svojo knjigo, medtem ko Urša veliko časa posveti internetu, kjer je včlanjena v forume in kasneje na Facebook. V romanu nastopajo še sorodniki, prijatelji in sosedje, ki s svojimi karakterji in dogodki vplivajo na glavna junaka in njuna otroka, Anej in Ana. Zgodba bo nezahtevnega bralca razvedrila in spomnila na dobro in slabo plat življenjskih situacij, saj so dogodki zelo realistični in spominjajo na vsakodnevne situacije s katerimi se človek srečuje in z njimi dozori.

## Izdaje in prevodi
- Elektronska izdaja iz leta 2010 (COBISS)
- Tiskana izdaja romana iz leta 2011 (COBISS)